# Hazaribagh (huyện)
Huyện Hazaribagh là một huyện thuộc bang Jharkhand, Ấn Độ. Thủ phủ huyện Hazaribagh đóng ở Hazaribagh. Huyện Hazaribagh có diện tích 6154 ki lô mét vuông. Đến thời điểm năm 2001, huyện Hazaribagh có dân số 2277108 người.